# Discovery Kids
Discovery Kids (stilizat ca discovery k!ds) este un nume de marcă deținut de Warner Bros. Discovery. Începând ca un bloc de televiziune în cadrul lui Discovery Channel, marca s-a extins ca un canal de televiziune separat în octombrie 1996. Discovery Kids on NBC a fost un bloc de programe pentru copii american difuzat pe NBC din 5 octombrie 2002 până pe 2 septembrie 2006. Majoritatea canalelor sale din întreaga lume au fost fie redenumite sau închise, dar marca încă mai continuă să existe ca un site web de activități pentru copii și produse pentru consumatori. 
Din 2022, canale cu marca Discovery Kids continuă să existe atât în India cât și în America Latină. Un bloc de programe fără marcă bazat pe canalul latino-american există de asemenea în Statele Unite pe Discovery Familia.

## Canale

### Prezente
- Discovery Kids India (lansat în 2012)
- Discovery Kids Latin America (lansat în 1996)

### Foste
- Discovery Kids on NBC (2002–2006)
- Discovery Kids Australia (2014–2020)
- DKids, difuzat în Orientul Mijlociu și Africa de Nord (2016–2021)
- Discovery Kids UK, timp partajat cu Discovery Wings (ambele 2000–2007)
- Discovery Kids Canada (2001–2009)

Canale redenumite
- Discovery Kids US (1996–2010) – În 2009, canalul a devenit un parteneriat 50/50 între Discovery și Hasbro Entertainment, și a fost relansat ca Hub Network în 2010. Canalul a fost de atunci relansat ca Discovery Family în 2014 după ce Discovery a achiziționat 10% din acțiunile lui Hasbro în canal.
- Discovery Kids en Español (2005–2007) – În 2007, canalul a fost fuzionat cu Discovery Viajar y Vivir să devină Discovery Familia, convertind efectiv Discovery Kids en Español într-un bloc de programe pe timp de zi. Blocul a fost nemarcat din 2014 și este acum relegat la orele de dimineață.

## Legături externe
- Site web oficial